# Centre d'études en sciences sociales de la défense
 (août 2024).
 (août 2024).
Le Centre d'études en sciences sociales de la défense (C2SD) est un centre de recherche relevant du ministère de la Défense entre 1990 et 2010, qui a été absorbé par l'Institut de recherche stratégique de l'École Militaire (IRSEM) à la création de ce dernier. 

## Historique
Placé sous l'autorité du Secrétaire général pour l'Administration, il avait pour vocation de commander des études en sciences sociales sur les problématiques de défense, de promouvoir le débat en la matière, et d'encourager les jeunes chercheurs (doctorants et post-doctorants) qui travaillent sur ces sujets. 
Il était dirigé par un professeur des Universités, et produisait chaque année plusieurs documents, notamment les rapports du C2SD, les Thématiques, les Fiches de Sciences politiques et sociales, la revue Champs de Mars (Documentation française), et organisait des colloques et conférences.
Une quarantaine de jeunes chercheurs étaient associés à ses activités.